# Чемпионат России по гиревому спорту 2017
Чемпионат России по гиревому спорту 2017 года — главное событие года в российском гиревом спорте, которое проходило с 9 по 13 июня 2017 года в городе Томске. В соревнованиях приняли участие представители из 44 регионов России.
Чемпионат России проходит ежегодно, участники отбираются по результатам двух полуфиналов. По результатам Чемпионата России формируется сборная команда страны для участия в предстоящих чемпионатах мира и Европы.
Впервые в истории новейшего гиревого спорта Чемпионат России приходил в Томске.
Главный судья соревнований —  Ажермачев А. Б.. Главный секретарь —  Романов Р. А.. Заместитель главного судьи —  Мартьянов А. В.. Заместитель главного секретаря —  Елисеев В. С. Апелляционное жюри —  Шванев В. Б.,  Трофимов М. А.,  Расказов В. С.

## Результаты[1]

### Длинный цикл
| Весовая категория | 1 место          | Результат | 2 место                   | Результат | 3 место             | Результат |
| ----------------- | ---------------- | --------- | ------------------------- | --------- | ------------------- | --------- |
| до 63 кг          | Рябков Алексей   | 73        | Гаджимутелимов Гаджимирза | 71        | Бутенко Евгений     | 67        |
| до 68 кг          | Иванов Евгений   | 74        | Усольцев Александр        | 74        | Кобзарь Владимир    | 72        |
| до 73 кг          | Беляев Иван      | 84        | Смирнов Владимир          | 81        | Коляков Антон       | 68        |
| до 78 кг          | Чуев Павел       | 84        | Коломацкий Алексей        | 83        | Полянский Владимир  | 81        |
| до 85 кг          | Фещенко Владимир | 81        | Кулаков Иван              | 78        | Клепиков Артем      | 78        |
| до 95 кг          | Балабанов Сергей | 88        | Гуров Владимир            | 85        | Опенлендер Эдуард   | 83        |
| св 95 кг          | Кичимаев Николай | 82        | Донских Александр         | 80        | Тихомиров Владислав | 75        |

### Двоеборье
| Весовая категория | 1 место          | Сумма очков | 2 место           | Сумма очков | 3 место          | Сумма очков |
| ----------------- | ---------------- | ----------- | ----------------- | ----------- | ---------------- | ----------- |
| до 63 кг          | Бенидзе Джонни   | 217         | Рябков Алексей    | 200         | Бутенко Евгений  | 191         |
| до 68 кг          | Сутягин Валентин | 208         | Мартыневич Иван   | 206,5       | Щербин Олег      | 198,5       |
| до 73 кг          | Смирнов Владимир | 234         | Хвостов Александр | 212,5       | Баев Константин  | 210         |
| до 78 кг          | Квашнин Михаил   | 244         | Павлов Валерий    | 215         | Иванов Алексей   | 210,5       |
| до 85 кг          | Анасенко Антон   | 234         | Ташланов Илья     | 233,5       | Черкашин Дмитрий | 224         |
| до 95 кг          | Гуров Владимир   | 237,5       | Турищев Дмитрий   | 235         | Брюханов Данила  | 221         |
| св 95 кг          | Марков Иван      | 235         | Зыбайло Александр | 227         | Демышев Егор     | 224,5       |

### Рывок
| Весовая категория: | 1 место              | Результат | 2 место              | Результат | 3 место            | Результат |
| ------------------ | -------------------- | --------- | -------------------- | --------- | ------------------ | --------- |
| до 58 кг           | Яременко Ольга       | 196       | Щербина Джанита      | 154       | Карпова Виктория   | 69        |
| до 63 кг           | Васильева Александра | 183       | Мякишева Ирина       | 181       | Барбакова Наталья  | 171       |
| до 68 кг           | Васькина Алина       | 166       | Киреева Анна         | 150       | Матвеева Елена     | 138       |
| свыше 68 кг        | Мартынова Ирина      | 194       | Золотарева Анастасия | 192       | Островская Надежда | 174       |

## Медальный зачёт
Медальный зачёт подсчитывается исходя из занятых мест спортсменами. За 1 место региону даётся 20 очков. За 2 место — 18 очков, за 3 место — 16 очков, за 4 место даётся 15 очков. За все последующие места даётся на 1 очко меньше.
| Место | Регион                | Очки |
| ----- | --------------------- | ---- |
| 1     | Санкт-Петербург       | 207  |
| 2     | Калужская область     | 187  |
| 3     | Тюменская область     | 182  |
| 4     | Томская область       | 182  |
| 5     | Омская область        | 173  |
| 6     | Челябинская область   | 134  |
| 7     | Москва                | 104  |
| 8     | Новосибирская область | 88   |
| 9     | Брянская область      | 64   |
| 10    | Кировская область     | 61   |

## Упоминания в СМИ
- Чемпионат России по гиревому спорту впервые прошёл в Томске
- РИА Томск. Чемпионат РФ по гиревому спорту в Томске будет «театром» тяжелоатлетов
- В Томске завершился чемпионат России по гиревому спорту
- Томск готовится к чемпионату России по гиревому спорту
- Комсомольская правда. В Томске стартовал чемпионат России по гиревому спорту
- Чемпионат России по гиревому спорту прошел в Томске